# Kaufring München
Kaufring München is een warenhuis in het Duitse München. Het warenhuis is actief sinds 1961.

## Geschiedenis
In 1895 richtte Ernst Horn, een ondernemer uit Oberfranken, het Kaufhaus Horn op. Aanvankelijk begon hij met een "Kolonial- en Eisenwarenhandlung" (koloniale en ijzerwarenhandel) in München. In de jaren 1930 breidde het bedrijf uit naar de Karlsplatz 23, waar het een prominent warenhuis werd. Tijdens de Tweede Wereldoorlog werd het Kaufhaus Horn zwaar beschadigd door bombardementen. Desondanks werd het pand herbouwd en opende het in 1951 opnieuw zijn deuren als het "Kaufhof am Stachus", op dat moment een van de modernste warenhuizen van Europa.
In de late jaren 1950 verhuisde Ernst Horn, die gespecialiseerd was in textiel, zijn winkel van de Stachus naar Haidhausen. In 1966 bouwde de familie Horn het huidige gebouw aan de Orleansplatz 3, dat tot begin jaren 1970 als Kaufhaus Horn bekend stond. In 1979 werd het warenhuis overgenomen door de Kaufring eG uit Düsseldorf en omgedoopt tot Kaufring München.
Het Kaufring-concept bleek succesvol en leidde tot de opening van een tweede filiaal in Pasing in 1984. In 2017 werd deze locatie gesloten vanwege het beëindigen van het huurcontract. In 2009 werd een voormalig Hertie-pand in Fürstenried omgebouwd tot een Kaufring-filiaal, dat in slechts acht weken operationeel was.
Anno 2025 is Kaufring München een middelgroot familiebedrijf met twee vestigingen: een in Haidhausen en een in Fürstenried. Het assortiment omvat mode, huishoudelijke artikelen, schrijfwaren, speelgoed, lederwaren, handwerk- en knutselmaterialen, en een boek- en wenskaartenafdeling.   
In 2002 werd overwogen om de naam Kaufring te wijzigen, maar een enquete onder de klanten gaf als uitkomst, dat men de naam beter in stand kon houden. Naast de familie Horn zijn er nog zo'n 25 privé-investeeders in de twee warenhuizen.